# Molen van Wolfswinkel
De molen van Wolfswinkel of Casterensemolen was een watervluchtmolen op de Groote Beerze ten noorden van Bladel en ten zuidwesten van Casteren in de omgeving van buurtschap Het Bosch, vroeger Wolfswinkelse Hoeve geheten. 
Deze watervluchtmolen, die in de volksmond de Casterse Molen heette, is in 1847 op exact dezelfde locatie als de Watermolen van Casteren gebouwd, nadat deze was afgebrand in 1826. Daarna heeft er nog een houten watervluchtmolen gestaan, die ook door een brand verloren is gegaan in 1845. In 1847 werd deze hersteld door molenaar Teurlings als stellingmolen. Regelmatig worden de Watermolen van Casteren en Molen van Wolfswinkel beschouwd als één en dezelfde molen, aangezien beide op dezelfde locatie stonden.
Anders dan de naam doet vermoeden stond deze watervluchtmolen aan de Bladelse kant van de rivier. De molen was niet ver gelegen van het dorp Casteren, en werd dan ook voornamelijk gebruikt door de bewoners van dit dorp. Ze had een hoogte van 30 meter en werd gebruikt als korenmolen. In 1938 werd ze uit bedrijf genomen en in 1939 werden de wieken verwijderd. Tijdens de Tweede Wereldoorlog werd de molen in brand geschoten. Alleen het gedeelte tot aan de stelling bleef toen behouden. Tegenwoordig staat op de locatie van de molen nog een zeskantig huisje dat herinnert aan de watervluchtmolen.